# Atherotoma phaeotricha
Atherotoma phaeotricha là một loài thực vật có hoa trong họ Cúc. Loài này được (Hochst.) Jacq.-Fél. mô tả khoa học đầu tiên năm 1994.